# NGC 7671
NGC 7671 (другие обозначения — PGC 71478, UGC 12602, MCG 2-59-44, ZWG 431.69) — линзообразная галактика (S0) в созвездии Пегас.
Этот объект входит в число перечисленных в оригинальной редакции «Нового общего каталога».